# Campionato europeo femminile under 19 di calcio 2002
Il Campionato europeo femminile under 19 di calcio 2002 è stata la 5ª edizione del torneo organizzato con cadenza annuale dall'Union of European Football Associations (UEFA) riservato alle rappresentative nazionali di calcio femminile giovanili dell'Europa, le cui squadre sono formate da atlete al di sotto dei 19 anni, la prima in questa fascia d'età dopo quattro edizioni riservate alle Under-18, in questa edizione dopo il 1º gennaio 1983.
La fase finale si è disputata in Svezia, dal 2 al 12 maggio 2002, che vedeva ammesse, per la prima volta, otto squadre, con la nazionale del paese organizzatore, scelta in anticipo in quanto vincitrice dell'edizione precedente, qualificata direttamente.
La Germania ha vinto il campionato per la terza volta e terzo anno consecutivo, battendo in finale la Francia con il risultato di 3-1.

## Fase finale

### Fase a gironi

#### Girone A
| Pos. | Squadra  | Pt | G | V | N | P | GF | GS | DR |
| ---- | -------- | -- | - | - | - | - | -- | -- | -- |
| 1.   | Germania | 9  | 3 | 3 | 0 | 0 | 6  | 2  | +4 |
| 2.   | Francia  | 4  | 3 | 1 | 1 | 1 | 4  | 4  | 0  |
| 3.   | Spagna   | 3  | 3 | 1 | 0 | 2 | 2  | 4  | -2 |
| 4.   | Svezia   | 1  | 3 | 0 | 1 | 2 | 0  | 2  | -2 |

| Arbitro: | Anri Hänninen |

|                |           |                      |
| Morel 36’, 41’ | Marcatori | 21’, 56’, 71’ Müller |

| Arbitro: | Floarea Cristina Ionescu |

|  |           |             |
|  | Marcatori | 90’ Vázquez |

| Arbitro: | Alexandra Ihringova |

|  |           |                           |
|  | Marcatori | 16’ Brendel 87’ Odebrecht |

| Staffanstorp 4 maggio 2002 | Svezia             | 0 – 0 referto | Francia | Staffansvallen (675 spett.)\| Arbitro: \| Ausra Tvarijonaite \| |
| Arbitro:                   | Ausra Tvarijonaite |               |         |                                                                 |

| Arbitro: | Sabrina Rinaldi |

|            |           |  |
| Mittag 20’ | Marcatori |  |

| Arbitro: | Nadezhda Ulyanovskaya |

|           |           |                     |
| Saray 80’ | Marcatori | 40’ Ramos 68’ Morel |

#### Girone B
| Pos. | Squadra     | Pt | G | V | N | P | GF | GS | DR |
| ---- | ----------- | -- | - | - | - | - | -- | -- | -- |
| 1.   | Danimarca   | 9  | 3 | 3 | 0 | 0 | 8  | 2  | +6 |
| 2.   | Inghilterra | 3  | 3 | 1 | 0 | 2 | 7  | 7  | 0  |
| 3.   | Svizzera    | 3  | 3 | 1 | 0 | 2 | 5  | 8  | -3 |
| 4.   | Norvegia    | 3  | 3 | 1 | 0 | 2 | 4  | 7  | -3 |

| Arbitro: | Sabrina Rinaldi |

|                      |           |                                   |
| Kopke da Fonseca 38’ | Marcatori | 4’ Mickmott 52’ Cox 63’ McDougall |

| Arbitro: | Nadezhda Ulyanovskaya |

|  |           |                               |
|  | Marcatori | 19’, 75’ Stentoft 66’ Knudsen |

| Arbitro: | Florea Cristina Ionescu |

|                        |           |             |
| Nilsen 9’ Lyngroth 21’ | Marcatori | 86’ Theiler |

| Arbitro: | Anri Hänninen |

|                          |           |               |
| D. Petersen 31’ Dunn 68’ | Marcatori | 57’ Rasmussen |

| Arbitro: | Ausra Tvarijonaite |

|                                                      |           |            |
| Rasmussen 8’ Larsen 43’ C. Pedersen Vedel 83’ (rig.) | Marcatori | 37’ Nilsen |

| Arbitro: | Alexandra Ihringova |

|                       |           |                                           |
| Dunn 7’ Ward 13’, 38’ | Marcatori | 21’, 89’ Gassmann 26’, 61’ (rig.) Theiler |

### Fase a eliminazione diretta

#### Semifinali
| Arbitro: | Anri Hänninen |

|                  |           |  |
| Sabel 29’ (rig.) | Marcatori |  |

| Arbitro: | Sabrina Rinaldi |

|  |           |           |
|  | Marcatori | 35’ Morel |

#### Finale
| Arbitro: | Alexandra Ihringova |

|                                     |           |             |
| Bachor 34’ Müller 43’ Odebrecht 70’ | Marcatori | 11’ Rouquet |